# Али Экбер Хатай
Али Экбер Хатай, Али Акбар Хатаи (тур. Ali Ekber Hitai, буквально «Али Экбер китайский», род. до 1506 года, дата смерти неизвестна) — османский путешественник начала XVI века в Китае (империя Мин). Предположительно посетил Китай около 1505—1506 года, во время вступления на китайский престол императора Чжу Хоучжао (девиз правления Чжэндэ), и провёл там более двух с половиной лет. Известен как автор «Хатай-наме» (Книги о Китае), изданной на персидском языке в Стамбуле в 1520 году.

## Биографические сведения
По-видимому шиит, которым могло двигать желание показать полезность шиитов во времена гонений на них со стороны властей. Посетил Китай, возможно, по приказу султана Селима, или как торговец. Привёз к османскому двору две китайских вазы с арабскими надписями как подарок от китайского императора (ныне в китайской экспозиции Топкапы). В 1516 году он закончил свою книгу, которая была издана в Стамбуле в 1520 году на персидском языке, а около 1582 года была переведена на османский турецкий язык. Али Экбер настаивал на завоевании османами Китая, подчёркивая, что там живёт значительное количество мусульман.

## Хатай-наме
В отличие от обычных рассказов путешественников о пройденном маршруте, обычных для того времени, «Хатай-наме» является систематическим описанием страны из 20 глав, посвящённых дорогам, городам, армии, торговле, проституткам и евнухам, администрации, законам и тюрьмам, сельскому хозяйству и другим вопросам.
В Европе сопоставимые по информативности описания Китая появились на сто лет позднее.
По-видимому, автор страдал от недоверия: Эвлия Челеби не стал включать большинство его сведений в свои книги, поскольку не мог подтвердить их. Султан также решил не предпринимать завоевания Китая по причине непроверенности полученных сведений.
Однако как Эвлия Челеби, так и Эбу Бекр Беграм ад-Димашки пользовались «Хатай-наме».
С XIX века книга Али Экбера стала известна и в европейской науке. Точность и достоверность приведённых в ней сведений в основном доказаны.